# Dalhems distrikt, Gotland
Dalhems distrikt är ett distrikt i Gotlands kommun och Gotlands län. 
Distriktet ligger på centrala delen av Gotland.

## Tidigare administrativ tillhörighet
Distriktet inrättades 2016 och utgörs av socknen Dalhem.
Området motsvarar den omfattning Dalhems församling hade vid årsskiftet 1999/2000.

## Bilder

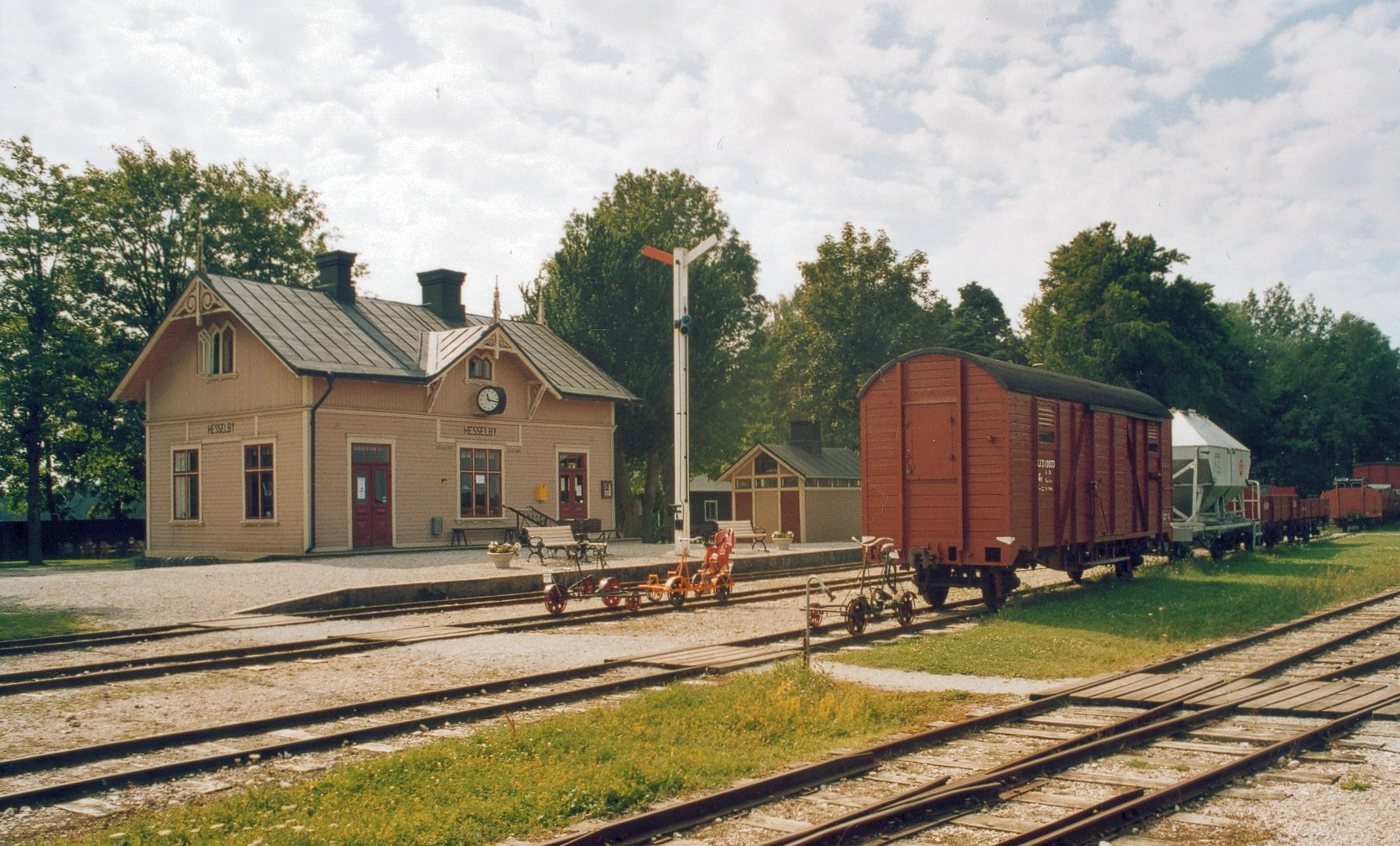
Hesselby station.
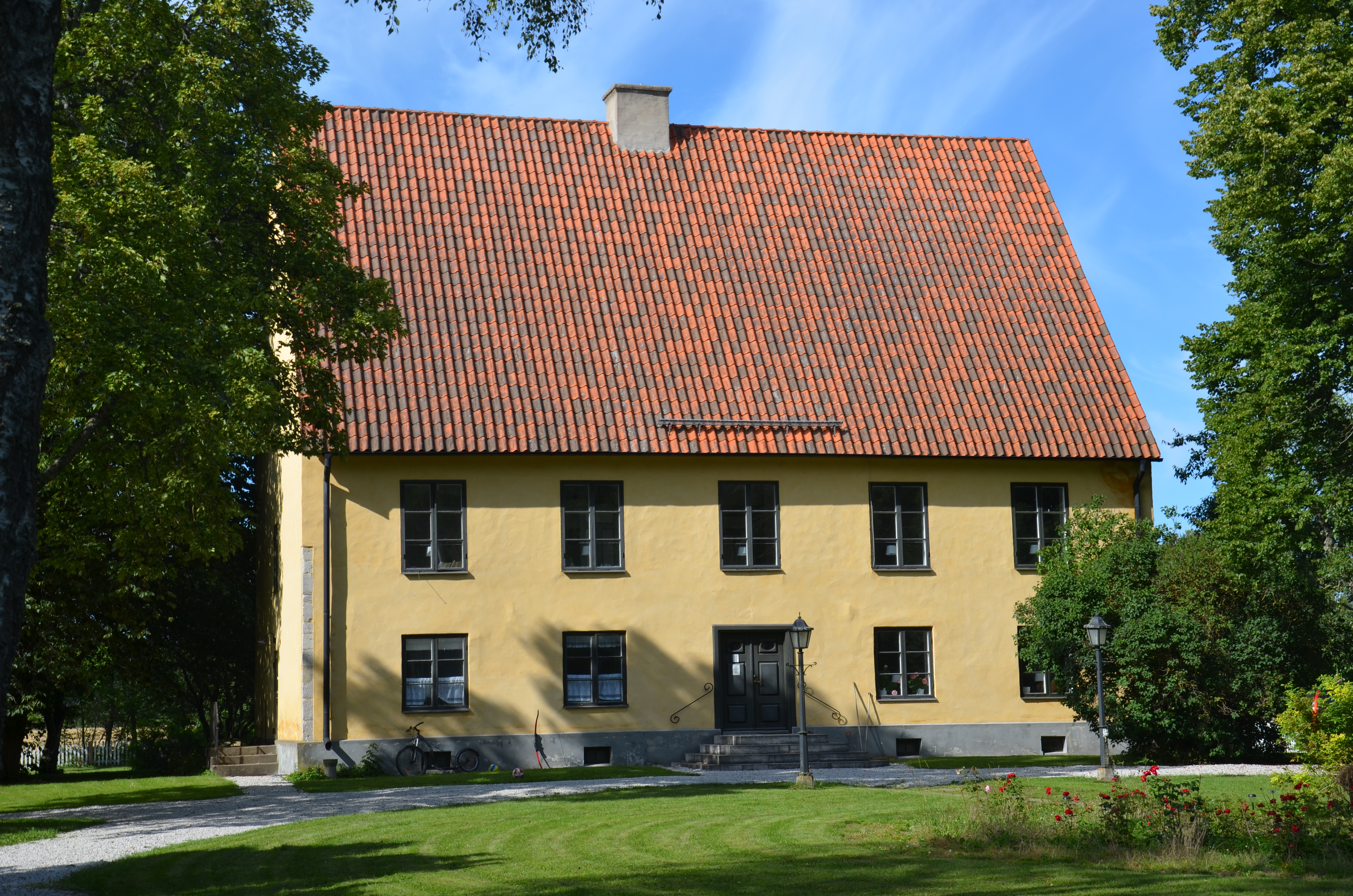
Dalhems prästgård.
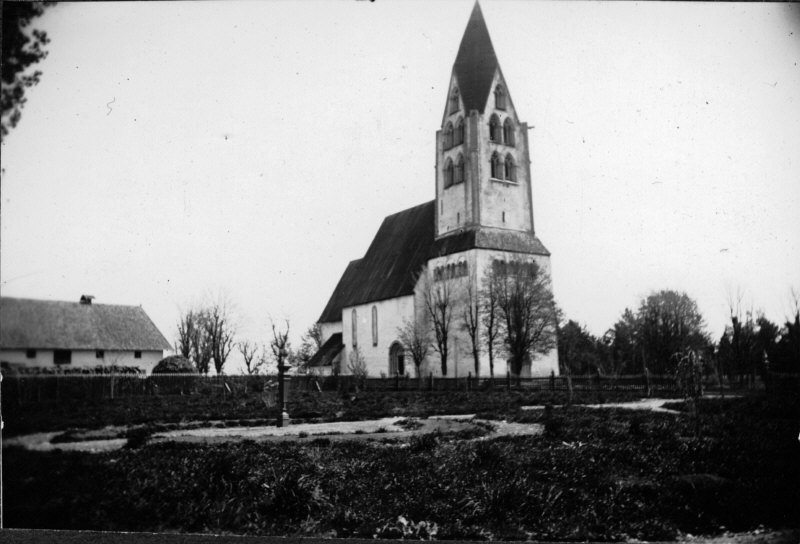
Dalhems kyrka på 1880-talet.